# Castina
Castina és un fundent calcari constituït per carbonat de calci impur, que conté, almenys, d'un 50 a un 56% d'òxid de calci, emprat en els cubilots quan el mineral a fondre és àcid (és a dir, conté argila), o en altres forns a calç, com aquests utilitzats en les sucreries. A temperatures elevades, la castina es descompon en diòxid de carboni i calç, que forma l'escòria que en baixar porta les impureses contingudes en les primeres matèries, absorbeix el sofre del coc i facilita la fusió. En la foneria, la castina només s'utilitza als cubilots. Als forns elèctrics s'empra calç viva.